# 黃飛鴻之英雄有夢
《黃飛鴻之英雄有夢》（英語：Rise of the Legend）是一部2014年以3D格式上映、香港與中國大陸合拍的古裝功夫片，由北京數字印象文化傳播有限公司、安樂影片有限公司、萬誘引力甲有限公司等出品，安樂影片、北京聯瑞影業有限公司與中國電影公司聯合發行，並由香港導演周顯揚執導，洪金寶、彭于晏、王珞丹、井柏然領銜主演。本片與之前的多部黃飛鴻系列電影並無關聯，而是一個全新的故事。全片以清朝末年的廣州黃埔港為背景，講述了少年黃飛鴻的父親遭奸人所害，其長大成人後秘密潛入黑幫，與好友裡應外合成功擊敗黑幫頭領，最終將黑幫瓦解。
本片於2013年8月20日在浙江烏鎮正式開機，期間轉戰上海勝強影視基地和河北蒼岩山取景拍攝，同年12月中旬殺青關機。2014年11月21日，影片在中國大陸正式公映，同年11月27日在香港和台灣上映。
影片在次年的第34屆香港電影金像獎榮獲10項提名，並獲「最佳視覺效果」獎，亦是彭于晏首次提名最佳男主角獎等多個獎項。

## 劇情大綱
故事背景設定在1886年的清末，當時滿清腐敗，天下大亂，廣州黃埔有兩大惡勢力橫行霸道，黑虎幫和北海幫，並以暴力威脅統治港口的窮人，讓他們生活在水深火熱之中，民不聊生，武師黃麒英帶著兒子黃飛鴻（阿飛）行走江湖，設法打擊惡勢力，救濟貧苦。
誰知後來黃麒英的俠客作為，為奸徒所忌，遭到縱火燒死，黃麒英之好友法空禪師救了飛鴻與其同伴赤火，把他們困於深山，進行修練，通過了武藝的測試之後，兩人通過禪宗話頭禪的考驗，才分道揚鑣下山，赤火成為孤兒幫的領袖，而飛鴻為了毀滅黑虎幫，臥底加入黑虎幫，並立刻以過人身手及膽識，攻入萬人之中取了北海幫首領的首級，讓黑虎幫從此霸於廣州，而這個黑虎幫除了傳統的黑幫行徑：販賣鴉片、逼良為娼之外，更與不肖的洋行勾結，進行著人口販賣，將數百名華工綁架之後，賣到美國。
黑虎幫首領雷公已經有了三個義子，但欣賞飛鴻的身手膽識而加收為義子視如己出，黃飛鴻使用一連串計謀使得雷公的三名義子自相殘殺，從內部分化黑虎幫，並與赤火裡應外合打算鬥倒雷公，拯救黃埔，讓廣州人能從此過著安定生活。雖然後來赤火不幸犧牲，但飛鴻背負舊友信念、殺死雷公，毀滅黑虎幫，讓飛鴻成就了一個不朽傳奇。

## 演員列表
| 演員                | 角色       | 介紹 | 配音 |
| 洪金寶              | 雷公       | 黑虎幫幫主,收黃飛鴻當義子。後來被黃飛鴻擊敗，跌入火坑而死。 | 宣晓鸣 |
| 彭于晏              | 黃飛鴻     | 少年時期的黃飛鴻，又名阿飛，因年幼時父親遭壞人放火燒死，於是誓言報仇，並臥底加入黑虎幫，將黑虎幫瓦解，阿春喜歡的人。                                               | 周顯揚 |
| 井柏然              | 赤火       | 與飛鴻和阿春為年幼的玩伴，和飛鴻肝膽相照，出師後成為孤兒幫首領，與飛鴻裡應外合打擊黑虎幫。後來被黑虎幫逮捕受盡嚴刑拷打，為了不連累正在臥底的黃飛鴻而當場自盡身亡。 | |
| 張晉                | 北海幫少主 | 北海幫幫主之子 | |
| 王珞丹 童年：胡順兒 | 阿春       | 原名馬春玉，孤兒幫的唯一女性，與阿飛和赤火為年幼的玩伴，因黑虎幫殺害她的父母，而誓言要向黑虎幫報仇，赤火喜歡的人。喜欢阿飞，與心蘭策劃殺了北殺。                   | 鄭家蕙 |
| 梁家輝              | 黃麒英     | 黃飛鴻之父，阿飛年幼時期，因遭壞人放火而死於火場。 | |
| 王祖藍              | 牙擦蘇     | | |
| Angelababy          | 心蘭       | 與阿飛居住在船舫的青樓女子，其真實身分就是年幼時被壞人賣去當青樓女子的陸小花。喜歡阿飛，與阿春策劃接近北殺，失敗被其溺死。                                         | |
| 秦俊傑              | 梁寬       | | |
| 高泰宇              | 林世榮     | | |
| 羅北安              | 法空禪師   | 黃麒英之好友。 | |
| 樊光耀              | 眼盲說書人 | | |
| 冯嘉怡              | 北杀       | | |
|                     |            | | 胡建 吴旭 李萌 陆建艺 郭政建 郭厚民 陈众孚 卫翔 付博文 冯妮娜 陆皓婕 王楠 陈强 田二喜 重博文 吴陈羽 项泓凯 鲍钢 王上斌 王宇航 冀柏如 马寅 宋建霖 王千航 赵宇恒 宋庆楠 朱梦龙 张贺 李昔霖 陈超 周建希 方锦坤 刘俊宏 宋嘉伟 李天心 周志輝 盧俊龍 陳苑熒 黃志明 柯偉聰 陳德 王煥喬 廖映茜 譚漢華 楊啟健 劉文光 徐煒鏗 梁諾唯 馬倩儀 李忠強 |

## 工作人員
- 製片：江志强、何韵明、刘二东、洪金宝、郝砺、千叶龙平、薛文熹、葛锐戈
- 武術指導：元奎、刘方任
- 美術指導：黄炳耀
- 服裝指導：王宝仪
- 视觉效果：黄宏达、张仲华

## 制作
影片由安乐电影有限公司、万诱引力电影有限公司、升飞国际数码特效制作有限公司等共同投资8000万人民币，江志强任监制，元奎担任动作导演，刘方任武术指导。2013年8月20日在上海和乌镇开拍。导演周显扬表示：“这次的《黄飞鸿》想说的是关于梦想，‘明知不可为而为之’的精神。在绝望的时代中，凭个人意志、自强信念、强健体魄，成就不可能的事情。我坚信坚毅的信念就是最后的胜利，先从自己的信念出发，推而广之，以至感染别人、团结众人。这就是黄飞鸿。”，本片“最大的特色就在于我们所有演员必须真打真拳，有真功夫。所以每一个进组演戏的演员，基本上都会提前来练功训练。”

## 電影音樂
| 曲別   | 歌名   | 演唱者 | 作詞 | 作曲 |
| 主題曲 | 將軍令 | 五月天 | 阿信 | 阿信 |

## 评价
Yes娱乐称，彭于晏扮演全新風格的黃飛鴻也獲得廣大觀眾的肯定，雖然李連杰的經典形象讓5，6，7年級的同學們難以忘懷，但《黃飛鴻之英雄有夢》完全顛覆以往的作品，也獲得肯定，許多觀眾都覺得彭于晏的表現搶眼，也有人讚美這是展現暴力美學的超級英雄作品，也有網友力挺說雖然與之前的黃飛鴻完全不一樣，但也是同樣精彩，還有觀眾已經開始期待下一集了。
网易影评：“彭于晏版的黄飞鸿，混杂了美国黑帮片、香港警匪片、日本青春片的主人公特质于一身，看似复杂多面实则不伦不类，黑帮不够邪性，警匪不动脑筋，青春没有活力，看到最后也没看出个人物性格。但作为一部功夫片，作为一部拍了一年把演员关起来训练了半年的功夫片，《黄飞鸿》的打戏还是好看的，演员打的还是很拼命的，导演也是绞尽脑汁动用所有能想到的高科技手段去拍了的，如果只看打戏的话，黄飞鸿真的是诚意之作良心出品。”
百度百家影評麥克瘋給予全面性的正面評價：“如果說徐克版《黃飛鴻》是詩歌，那麼新版《黃飛鴻》就像是中式搖滾樂，五月天譜寫的主題曲《將軍令》就是證明，這往裡走是很銳氣的東西，只要定好了這個調性，相信新版《黃飛鴻》再繼續下去也不是什麼問題。”
影評人口圖賓根木匠也給予讚賞：“整部《黃飛鴻之英雄有夢》講述了『阿飛』（片中黃飛鴻昵稱）臥底黑幫打黑除惡的故事，其實香港導演的基本套路就是黑幫片，而且徐-李打造的第一部《黃飛鴻》也是打擊販賣人口的黑惡集團的故事，就算以之為參照，『英雄有夢』也不算僭越。公允地說，這部《黃飛鴻》的製作精良，那麼多夜戲，打得兇悍，特效也不難看，片中重現了清末廣州黃埔碼頭的景象，美術到位，青冷的影像色調也與影片意涵相得益彰。”

## 票房
中国首周三天收获7600万人民币列第三位，包括点映成绩在内为8190万。次周收7720万蝉联第三位。第三周收入1670万列第六，最终累计1.8亿。
台灣票房方面，2014年底統計票房達到5200萬新台幣。

## 獎項
| 年份 | 頒獎典禮             | 獎項             | 名字           | 結果 |
| ---- | -------------------- | ---------------- | -------------- | ---- |
| 2015 | 第34屆香港電影金像獎 | 最佳男主角       | 彭于晏         | 提名 |
| 2015 | 第34屆香港電影金像獎 | 最佳攝影         |                | 提名 |
| 2015 | 第34屆香港電影金像獎 | 最佳剪接         |                | 提名 |
| 2015 | 第34屆香港電影金像獎 | 最佳美術指導     |                | 提名 |
| 2015 | 第34屆香港電影金像獎 | 最佳服裝造型設計 |                | 提名 |
| 2015 | 第34屆香港電影金像獎 | 最佳動作設計     |                | 提名 |
| 2015 | 第34屆香港電影金像獎 | 最佳原創電影音樂 |                | 提名 |
| 2015 | 第34屆香港電影金像獎 | 最佳原創電影歌曲 |                | 提名 |
| 2015 | 第34屆香港電影金像獎 | 最佳音響效果     |                | 提名 |
| 2015 | 第34屆香港電影金像獎 | 最佳視覺效果     | 黃宏達、張仲華 | 獲獎 |
| 2015 | 第52屆金馬獎         | 最佳視覺效果     | 黃宏達、張仲華 | 提名 |
| 2015 | 第52屆金馬獎         | 最佳動作設計     | 元奎           | 提名 |

## 外部連結
- 互联网电影数据库（IMDb）上《黃飛鴻之英雄有夢》的资料（英文）
- Yahoo奇摩電影上《黃飛鴻之英雄有夢》的資料（繁體中文）
- 《黃飛鴻之英雄有夢 （页面存档备份，存于）》在香港雅虎的電影頁面（繁體中文）
- 香港影庫上《黃飛鴻之英雄有夢》的資料（繁體中文）
- 開眼電影網上《黃飛鴻之英雄有夢》的資料（繁體中文）
- 时光网上《黃飛鴻之英雄有夢》的資料（简体中文）
- 豆瓣电影上《黃飛鴻之英雄有夢》的資料 （简体中文）